# George T. Wood
George Tyler Wood (Condado de Randolph, Geórgia, 12 de março de 1795 — Texas, 3 de setembro de 1858) foi o segundo governador do Texas, de 21 de dezembro de 1847 a 21 de dezembro de 1849.

## Vida
Wood nasceu na Geórgia em 1795 e em 1814 liderou uma empresa na Batalha de Horseshoe Bend no Alabama. Aqui ele conheceu Sam Houston e Edward Burleson pela primeira vez.  Ele trabalhou como comerciante em sua loja em Cuthbert e foi membro do governo da Geórgia de 1837 a 1838. Em 18 de setembro de 1837, ele se casou com a viúva e mãe de três filhos, Martha Evans Gindrat, com quem teve mais um filho antes de a família se mudar para o Texas.
Em 1839, toda a família mudou-se para o Texas com seus escravos e se estabeleceu perto de Point Black, no rio Trinity, no que hoje é o condado de San Jacinto. Aqui ele dirigia uma plantação e seu próprio negócio. A partir de 1841, ele representou o condado adjacente de Liberty no governo do Texas. Em 1846 tornou-se presidente da Sociedade Democrática e em 1848 começou a estudar Direito. Durante a Guerra Mexicano-Americana liderou uma companhia de voluntários como coronel, que também liderou na Batalha de Monterrei.

Em 21 de dezembro de 1847, ele sucedeu James Pinckney Henderson, que deixou o cargo cedo para lutar na guerra, como governador do Texas e serviu até 21 de dezembro de 1849. Ele foi sucedido por Peter Hansborough Bell. Depois disso, ele continuou a administrar sua plantação. Em 1858 ele começou a construir uma grande casa para a família, mas morreu antes que pudesse concluí-la. Pode-se apenas especular sobre o "T" de seu nome do meio, já que existem documentos com o nome Thomas e também o nome Tyler.